# GRK Ohrid
Maillots
Le GRK Ohrid est un club de handball situé à Ohrid en Macédoine du Nord et évoluant en Super League.

## Historique
- 2011 : fondation du club
- 2013 : montée du club en D1.
- 2017 : le club termine troisième du championnat et se qualifie pour la Coupe de l'EHF